# Reza Allamehzadeh
Reza Allamehzadeh (persisch رضا علامه‌زاده, anhörenⓘ; * 27. Oktober 1943 in Sari, Provinz Mazandaran) ist ein iranisch-niederländischer Filmemacher, Filmkritiker, Drehbuchautor und Schriftsteller. Er ist vor allen Dingen bekannt durch seine Filme über Flüchtlinge und Migranten, wie zum Beispiel The Guests of Hotel Astoria (1988) und die Dokumentation Holy Crime (1994), in der es um die Ermordung oppositioneller Persönlichkeiten in europäischen Ländern durch das islamistische Regime im Iran ging.

## Leben

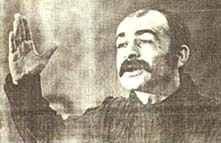
Khosrow Golsorkhi

Allamehzadeh wurde 1943 in Sari in der iranischen Provinz Mazandaran geboren. Er studierte von 1966 bis 1969 an der Teheraner Hochschule für Film und Fernsehen. Bis 1973 drehte er im Auftrag der auf Initiative von Farah Pahlavi gegründeten „Vereinigung zur Förderung der intellektuellen Fähigkeiten von Kindern und Jugendlichen“ Kanun-e Parvaresh eine Reihe von Kinderkurzfilmen und Dokumentationen.
Als Mitglied der iranischen Volksmudschahedin-Oppositionsbewegung um Khosrow Golsorkhi und Karamat Daneschian wurde er 1974 mit Khosrow Golsorkhi inhaftiert. Khosrow Golsorkhi wurde der Entführung des Sohns von Schah Mohammad Reza Pahlavi angeklagt und aufgrund der vorliegenden Beweise zum Tode verurteilt. Sein Prozess wurde in Ausschnitten im iranischen Fernsehen ausgestrahlt. Allamehzadeh, der ebenfalls in die diesem Prozess angeklagt war, wurde zu einer langen Gefängnisstrafe verurteilt, von der er jedoch lediglich fünf Jahre absitzen musste. Von diesem Zeitpunkt an beteiligte er sich als Mitglied der marxistischen Guerillaorganisation Fedajan-e Chalq am Untergrundkampf gegen den Schah Mohammad Reza Pahlavi.
Seit 1983 lebt er in den Niederlanden im Exil, in das er sich begab, nachdem er sich durch Dreharbeiten und Interviews für das Schicksal Khosrow Golsorkhis und Karamat Daneschians eingesetzt hatte und die Untergrundorganisation sich aufsplitterte.
Als er 1998/99 für Recherchen zu dem wiederentdeckten modernen Dichter Ahmad Schamlu (* 1925 in Teheran) in den Iran einreisen wollte und aufgrund seines niederländischen Passes ein Visum beantragen wollte, verwiesen ihn die iranischen Offiziellen darauf, dass man ihn trotz eines fehlenden iranischen Passes und seiner Flucht weiterhin als iranischen Staatsbürger betrachte. Somit könne er auch ohne Visa einreisen. Da Allamehzadeh in diesem Fall den Verlust des Schutzes seiner niederländischen Staatsbürgerschaft befürchtete, verzichtete er auf eine Einreise. Zudem verschlechterte sich die Gesundheit Schamlus aufgrund seiner Zuckerkrankheit und einer Krebserkrankung rapide, wodurch das Filmprojekt The Testament of the Phoenix zusätzlich zum Scheitern verurteilt war.
Während seiner Tätigkeit als Filmemacher schreibt und veröffentlicht Allamehzadeh regelmäßig Kinderbücher, Romane und Kurzgeschichten. In der Vergangenheit gab er wiederholt Vorlesungen und Kurse zum Dreh von Film- und Fernsehproduktionen an verschiedenen Universitäten der Welt, beispielsweise an der Hollins University im US-Bundesstaat Virginia, der Leeds Metropolitan University, Vereinigtes Königreich, und am International R/TV Training Center in den Niederlanden.
Darüber hinaus setzt sich Allamehzadeh für den kurdischen Film ein und hat diverse Dokumentationen für das niederländische Fernsehen gedreht. Er spricht fließend Persisch und Englisch. Außerdem verfügt er über fortgeschrittene Kenntnisse des Niederländischen und Spanischen.

## Filme (Auswahl)
- 1972: Ghadir (S/W-Film)
- 1972: Fadayi (S/W-Film)
- 1973: Shahed (Kurzfilm)
- 1973: The Trap (Kurzfilm, Grand Prix auf dem 12. International film festival for Children and Youth in Gijón, Spanien)
- 1986: A Few Simple Sentences (Die Paar zinnetjes), Auszeichnungen: bester Kurzfilm, Stockholm 1986, International Immigrant Film Festival; Bester Kinderfilm, Tomar 1987 International Festival of Cinema for Children and Youth; Bester Kinderfilm, Preis der Jury, International Centre of Films for Children and Youth (CIFEJ), International Moscow Film Festival, 1987.[5]
- 1989: The Guests of Hotel Astoria (als Langfilm ausgewählt für die Filmfestspiele in Venedig, Moskau, Montreal und Chicago)
- 1994: Holy Crime
- 1997: Manuscripts don’t burn (Dokumentation über russische Autoren)
- 2011: Iranian Taboo (Dokumentation über die Gemeinschaft der Baha'i im Iran und außerhalb dieses Bereichs[6][7])

## Bücher
- The Thick Trunk of A Maple tree. 1976. Kurzgeschichtensammlung.
- The Art of Primitive Man. 1977. Kunsthistorische Betrachtungen für Kinder.
- The Art of Ancient Civilizations. 1980
- Illusion of Islamic Cinema in Iran. 1990. Untersuchung über das Islamische Kino nach der Revolution
- The Frog. 1993. Roman.
- The first hoopoe who had a Crest. 1994. Kinderbuch.
- My Great Secret. 1995. Kurzgeschichtensammlung.
- Far From the Fire. 1995. Essaysammlung zum Film.
- Bitter Summer. 1996. Roman.
- Confidential Travelogue. 1997. Bericht über das literarische Archiv des KGB.
- Lalla and My Stepfather. Nashr-e Ketab Publishers, Los Angeles 1998.
- The Private Album. 1999. Roman.
- Mossadegh. 2005. Drama.